# Jelizawieta Tiomkina
Jelizawieta Grigorjewna Tiomkina, ros. Елизаве́та Григо́рьевна Тёмкина (ur. 13 lipca / 24 lipca 1775, zm. 25 maja / 6 czerwca 1854) – domniemana córka Katarzyny Wielkiej i Grigorija Potiomkina.

## Życiorys
Według wielu relacji i legend, które nie mają oparcia w dokumentach i są kwestionowane przez większość historyków, Grigorij Potiomkin i Katarzyna Wielka potajemnie zawarli małżeństwo. W 1775 w domu Potiomkina pojawiła się dziewczynka, Jelizawieta Tiomkina. Nazwisko powstało przez skrócenie nazwiska „Potiomkin”, ponieważ dzieci nieślubne, ale uznane przez ojca, otrzymały skrócone nazwisko. Na dworze krążyły pogłoski, że matką była cesarzowa. Potwierdzać to miał fakt, że Katarzyna chciała nazwać swoją pierwszą córkę na cześć cesarzowej Elżbiety. Dziecko zmarło. Może po latach Katarzyna zrealizowała plan i ochrzciła imieniem Elżbiety swą rzekomą córkę. W dniu urodzin dziewczynki cesarzowa cierpiała na rozstrój żołądka. Dziecko urodziło się w pałacu Prieczisztienskich w Moskwie podczas uroczystości z okazji podpisania traktatu w Küczük Kajnardży, który zakończył wojnę rosyjsko-turecką. Niemniej Katarzyna miała wówczas 45 lat i trudno jej byłoby ukryć ciążę. Niewykluczone, że dziewczynka była córką jednej z kochanek Potiomkina. Po latach syn Jelizawiety, próbując sprzedać jej portret, mówił, że zarówno ze strony ojca, jak i matki, miała znamienite pochodzenie.
Wychowała się w domu siostrzeńca Piotiomkina, Aleksandra Nikołajewicza Samojłowa. W latach 80. XVIII w. wychowawcą dziewczynki został mianowany lekarz Iwan Filipowicz Bek. Potem Elżbieta została wysłana do szkoły z internatem w Petersburgu.
W dniu 4 czerwca 1794 została żoną Iwana Christoforowicza Kałagieorgi, przyjaciela wielkiego księcia Konstantego Pawłowicza. Urodziła czterech synów i sześciu córek. Po tym, jak mąż przeszedł na emeryturę, Jelizawieta mieszkała w Chersoniu lub pod Kijowem.
Nigdy nie została uznana przez carycę za córkę. Katarzyna nie interesowała się życiem Elżbiety w przeciwieństwie do Grigorija Potiomkina.

## Upamiętnienie
W Galerii Tretiakowskiej od 1925 znajduje się jej portret, zamówiony w 1797 przez Samojłowa. Malarz Władimir Borowikowski wykonał też miniaturową replikę obrazu, która do Galerii Tretiakowskiej trafiła w 1964. Artysta przedstawił Jelizawietę jako boginię Dianę, z nagą klatką piersiową i półksiężycem we włosach.